# Karl Pearson

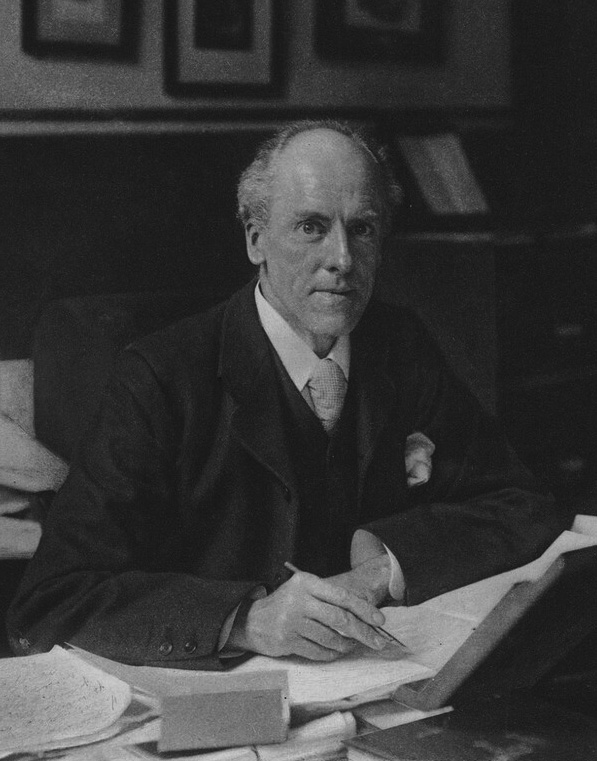
Karl Pearson

Karl Pearson (Londen, 27 maart 1857 - Coldharbour (Surrey), 27 april 1936) was een Engelse wiskundige en statisticus. Hij bestudeerde de statistiek (in het bijzonder regressieanalyse en toepassingen in de biologie, inzonderlijk de erfelijkheidsleer) en de kansrekening.
Pearson voerde de chi-kwadraattoets in (1900), alsook de begrippen standaardafwijking, Gausskromme, Gaussverdeling, kurtosis en histogram. Voorts is hij de geestelijke vader van Pearsons correlatiecoëfficiënt, een veelgebruikte manier om de samenhang tussen twee variabelen uit te drukken.
Pearson schreef Mathematical Contribution to the Theory of Evolution (18 artikelen tussen 1893-1912) en was oprichter (1901) en tot zijn dood redacteur van het wetenschappelijke statistische tijdschrift Biometrika. Van die positie maakte hij met enige regelmaat misbruik. Zo kreeg hij in 1914 ernstige ruzie met Ronald Fisher omdat Pearson weigerde een artikel van Fisher te plaatsen. Voorts leverde Pearson met enige regelmaat onder pseudoniem instemmend commentaar op door hemzelf geschreven artikelen.
In 1898 kreeg hij de Darwin Medal.

## Privéleven
Pearson huwde in 1890 met Maria Sharpe, ze kregen twee dochters, Sigrid Loetitia Pearson en Helga Sharpe Pearson, en een zoon, Egon Sharpe Pearson. Egon Pearson volgde zijn vader op als hoofd van het Applied Statistics Department aan het University College London.